# Viola brachypetala
Viola brachypetala là một loài thực vật có hoa trong họ Hoa tím. Loài này được Gay miêu tả khoa học đầu tiên.